# 钵罗婆文字
钵罗婆文（Pahlavi，Parthava），又称巴列维文，是多种中古伊朗語言所使用的一種特殊的、專門的文字。钵罗婆文本質上的特徵為：
- 使用一种衍生自亚兰字母的文字；
- 使用亚兰語单词且对这些单词进行训读（稱為hozwārishn（英语：Frahang-i Pahlavig），“古语”“古文”）。

目前已发现了书写安息語、中古波斯語、粟特語、斯基泰语以及于闐語的钵罗婆文作品。无论用于书写哪种古代伊朗语言，只有当文本符合上述特征时，才能称为钵罗婆文字。

## 词源
Pahlavi是现代波斯语پهلوی的转写，古典新波斯语为⁠pahlawī，中古波斯语为⁠pahlawīg，据称最终源自古波斯语的Parθava，意为帕提亚地区。Pahlavi一词中，-i后缀表示该地区的语言或人民，因此这个词的意思是帕提亚地区的安息语。
在前伊斯兰时代，人们尚能区分⁠pahlawīg是指帕提亚地区的安息语，与pārsīg即法尔斯地区的中古波斯语不同。到了伊斯兰征服以后，随着语言的演化以及文字上改用阿拉伯文字，人们用pārsī指代自中古波斯语发展而来的、使用阿拉伯文的新波斯语，而用⁠pahlawī泛指前伊斯兰时代的一切不使用阿拉伯文的古代伊朗语言，其中就包括中古波斯语。根据这个用法，钵罗婆文被学术界命名为Pahlavi Script。
Pahlavi一词还出现在近代的巴列维王朝中，按照现代读音译作巴列维，但钵罗婆文并非巴列维王朝使用的文字，他们使用的是阿拉伯文。学术界为了区分，取大藏经中的音译钵罗婆（或作波罗婆）作为Pahlavi文的译名，为中古音音译，译自梵文Pahlawa。有时也可见钵罗婆文的误译形式“婆罗钵文”。

## 外部連結

### 語言與文學
- , Farvardyn,   [2007-01-22], （原始内容存档于2007-01-26）. Includes extracts from West and Kent.
- , SIL,   [2021-09-17], （原始内容存档于2012-03-14）: classification of Pahlavi.
- Bharuchī, SD; Bharucha, ESD, ,  (PDF), The Internet Archive, 1908 and 2 (partly outdated).
- de Harlez, Charles,  [Manual of Pahlavi of Persian religious and historical books: grammar, anthology, lexic], The Internet Archive, 1880 （法语） (partly outdated).
- , , Uni Frankfurt,   [2021-09-25], （原始内容存档于2019-09-12）.

### 書寫文字
- ,   [January 23, 2007], （原始内容存档于December 4, 2016）.
- Everson, Michael; Pournader, Roozbeh.  (PDF). Working Group Document, ISO/IEC JTC1/SC2/WG2 and UTC. 2007-09-18  [2014-08-19]. （原始内容存档 (PDF)于2021-08-17）.
- Pandey, Anshuman.  (PDF). 2018-08-26  [2021-09-17]. （原始内容存档 (PDF)于2021-04-10）.
- Everson, Michael; Pournader, Roozbeh.  (PDF). Working Group Document, ISO/IEC JTC1/SC2/WG2 and UTC. 2011-05-06  [2014-08-19]. （原始内容存档 (PDF)于2021-09-17）.
- Pournader, Roozbeh.  (PDF). Working Group Document, ISO/IEC JTC1/SC2/WG2 and UTC. 2013-07-24  [2014-08-19]. （原始内容存档 (PDF)于2021-04-10）..
- , , St Catherine University,   [2021-09-17], （原始内容存档于2021-09-17）.